# Thranodes stenothyreus
Thranodes stenothyreus es una especie de insecto coleóptero de la familia Cerambycidae. La especie es endémica de las Molucas septentrionales (Indonesia).
T. stenothyreus mide entre 9 y 15,75 mm.